# Вашингтон (Каліфорнія)
Вашингтон (англ. Washington) — переписна місцевість (CDP) в США, в окрузі Невада штату Каліфорнія. Населення — 101 особа (2020).

## Географія
Вашингтон розташований за координатами 39°21′33″ пн. ш. 120°47′26″ зх. д. / 39.35917° пн. ш. 120.79056° зх. д. (39.359164, -120.790484).  За даними Бюро перепису населення США в 2010 році переписна місцевість мала площу 4,92 км², уся площа — суходіл.

## Демографія
Згідно з переписом 2010 року, у переписній місцевості мешкало 185 осіб у 90 домогосподарствах у складі 35 родин. Густота населення становила 38 осіб/км².  Було 131 помешкання (27/км²).
Расовий склад населення:
| - 89,7 % — білих - 2,2 % — корінних американців - 0,5 % — чорних або афроамериканців - 2,2 % — осіб інших рас |

До двох чи більше рас належало 5,4 %. Частка іспаномовних становила 5,9 % від усіх жителів.
За віковим діапазоном населення розподілялося таким чином: 13,5 % — особи молодші 18 років, 69,7 % — особи у віці 18—64 років, 16,8 % — особи у віці 65 років та старші. Медіана віку мешканця становила 51,7 року. На 100 осіб жіночої статі у переписній місцевості припадало 160,6 чоловіків;  на 100 жінок у віці від 18 років та старших — 138,8 чоловіків також старших 18 років.

Цивільне працевлаштоване населення становило 0 осіб. 